# Pisciadù-Klettersteig
Der Pisciadù-Klettersteig (offiziell: Via Ferrata Brigata Tridentina) ist ein Klettersteig in der Sellagruppe der Dolomiten in Südtirol in Italien in der Nähe des Grödner Jochs, der mit der Schwierigkeitsstufe C bewertet wird. Er gilt als einer der meistbegangenen Klettersteige in den Dolomiten.

## Verlauf
Vom Parkplatz geht es in wenigen Minuten zum Einstieg. Der Klettersteig selbst kann in drei Teile unterteilt werden. Der erste Teil besteht aus einer mit Bügeln versehenen Einstiegswand, der eine längere Gehpassage folgt. Der zweite Teil beginnt in der Nähe des Wasserfalls. Er nähert sich diesem im weiteren Routenverlauf, ohne aber direkt mit ihm in Berührung zu kommen. Vor dem dritten und schwersten Teil besteht eine Ausstiegsmöglichkeit (Abkürzung zur Pisciadùhütte). Der dritte Teil nähert sich dem Gipfel des Exnerturms, führt aber vorzeitig über eine massive Hängebrücke auf das Schotterfeld des Brunecker Turms. Von dort kann die Pisciadùhütte in wenigen Minuten erreicht werden. Der kürzeste Abstieg führt auf dem Weg 666 durch das Val Setus zurück zum Parkplatz.

## Bilder

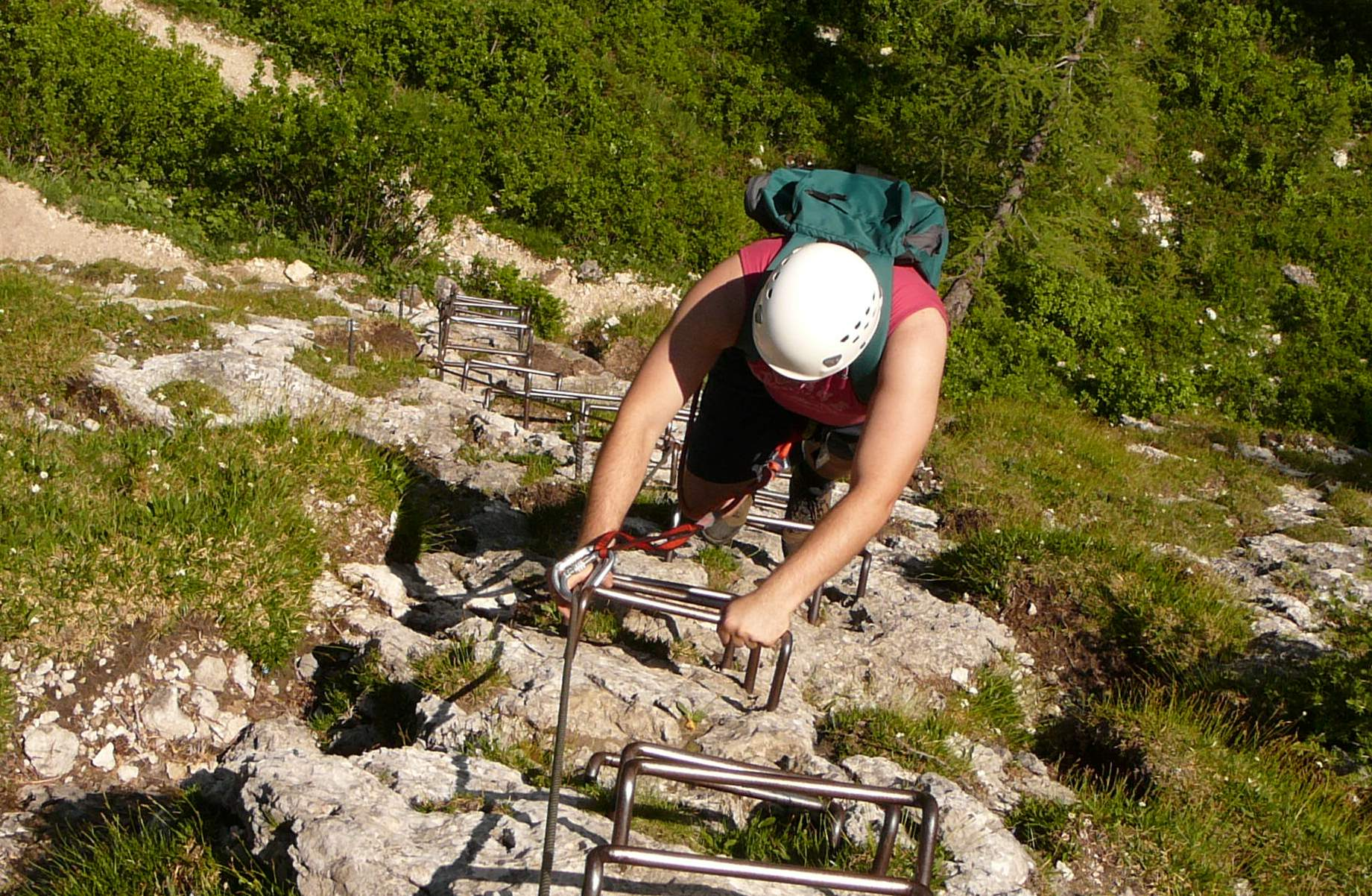
Im ersten Teil
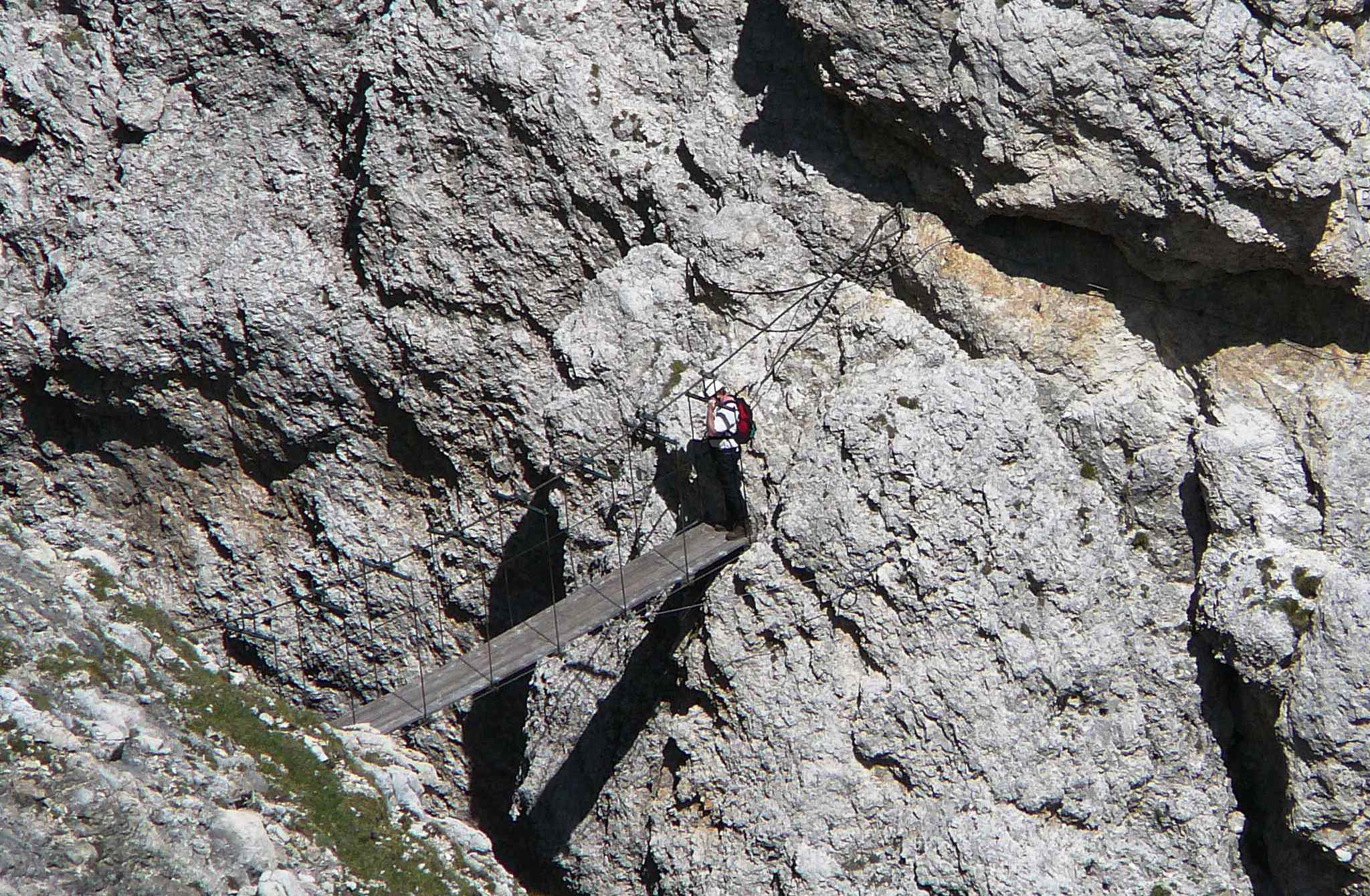
Hängebrücke
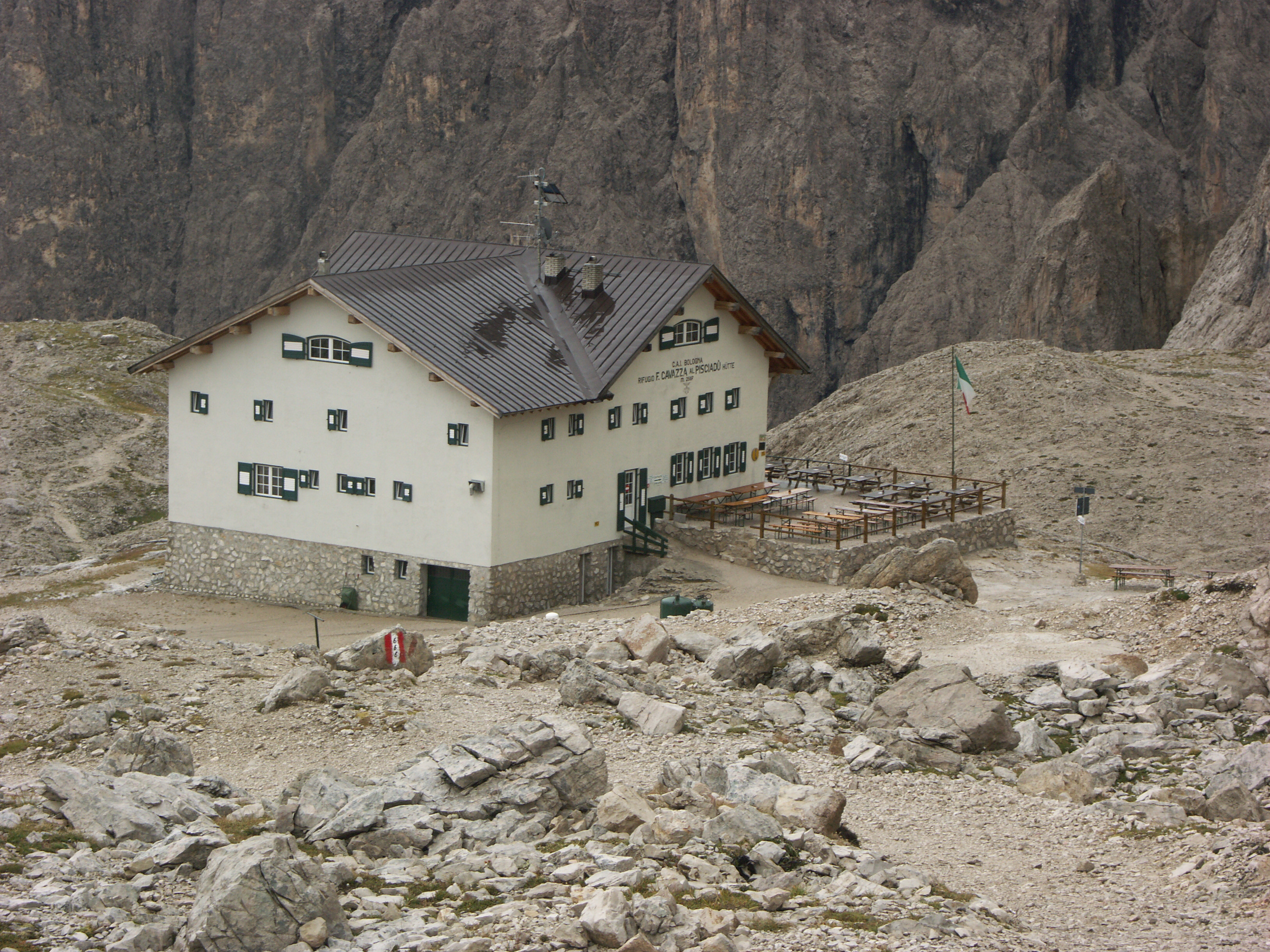
Zielpunkt Pisciadùhütte
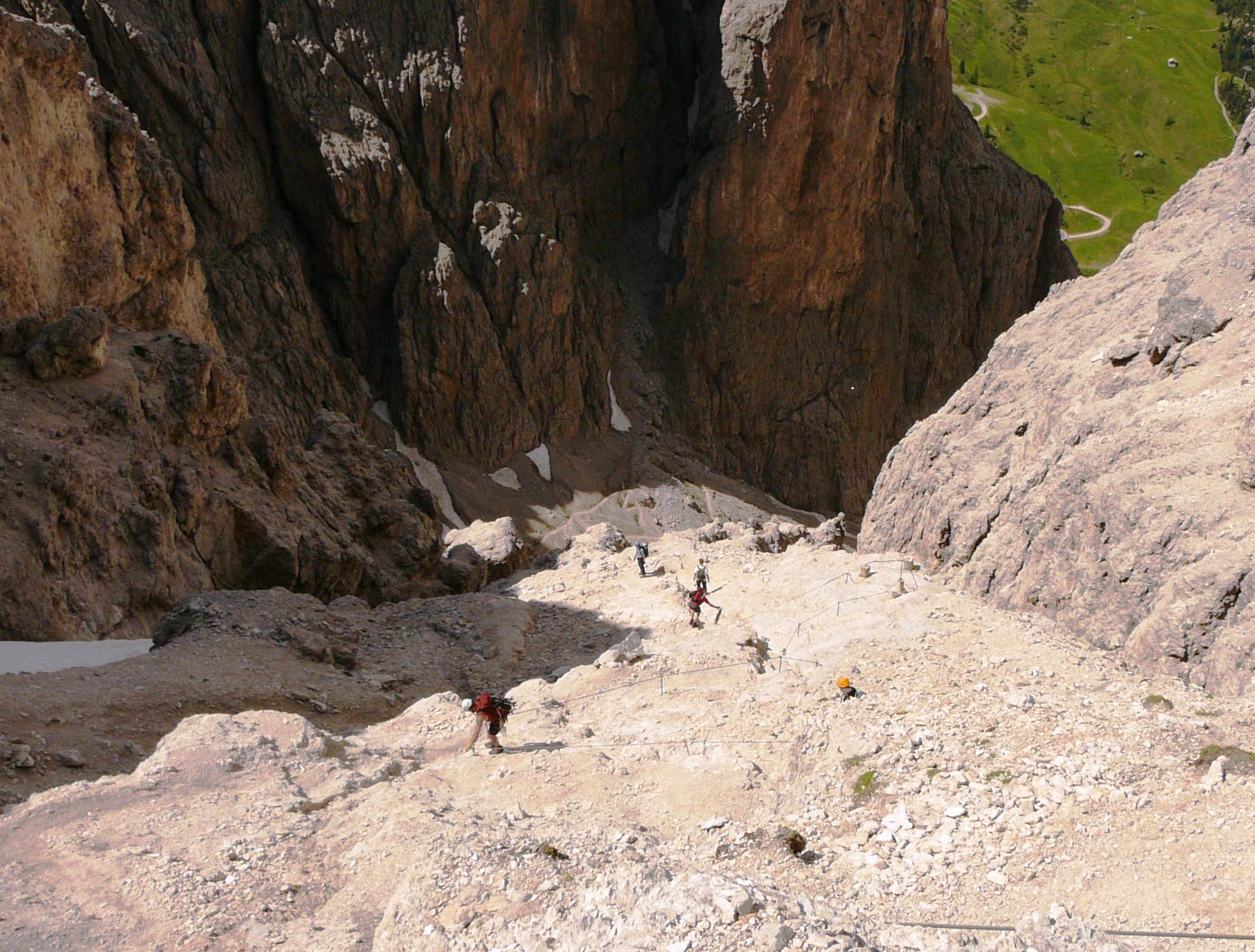
Abstieg durch Val Setus